# Ploské, Revúca
Ploské este o comună slovacă, aflată în districtul Revúca din regiunea Banská Bystrica, pe malul râului Turiec⁠(d). Localitatea se află la altitudinea de 313 m deasupra n.m., se întinde pe o suprafață de 7,26 km2 și în 2017 număra 68 de locuitori.

## Istoric
Localitatea Ploské este atestată documentar din 1413.

## Demografie
| An:                | 1994 | 2004    | 2014    | 2024   |
| ------------------ | ---- | ------- | ------- | ------ |
| Număr de persoane: | 96   | 83      | 72      | 75     |
| Diferență:         |      | −13,54% | −13,25% | +4,16% |

| An:                | 2023 | 2024   |
| ------------------ | ---- | ------ |
| Număr de persoane: | 73   | 75     |
| Diferență:         |      | +2,73% |